# 上灘站
上灘站（日语：／ Uwanada eki */?）是位於鳥取縣倉吉市見日町，日本國有鐵道（國鐵）倉吉線的鐵路車站（廢站）。

## 歷史
- 1912年（大正元年）10月1日：在倉吉線開通4個月後開於此站，當時為一般車站[1]。
- 1958年（昭和33年）4月1日：結束行李和貨物起卸業務[1][2]。同時成為無人車站[3]。
- 1985年（昭和60年）4月1日：倉吉線全線廢除，此站也被廢除[1]。

## 車站構造
此站是地面車站，設有1面1線的單式月台。在1958年起為無人車站。此站設有候車室和小型木造站舍。

## 車站周邊
- Omron開關和設備倉吉事業所 - 在小鴨川對面岸。
- 鳥取縣立厚生醫院（日语：鳥取県立厚生病院）
- 國道179號（日语：国道179号）
- 日交巴士（日语：日本交通 (鳥取)）、日之丸巴士（日语：日ノ丸自動車）「綜合事務所前」、「厚生醫院前」巴士站
- 小鴨川（日语：小鴨川）
- 天神川（日语：天神川）

## 現狀
從此站至打吹站之間的路軌遺址變成了單車徑和行人路。站舍遺址建立了紀念碑和公廁（上灘舒適站）和停車場。

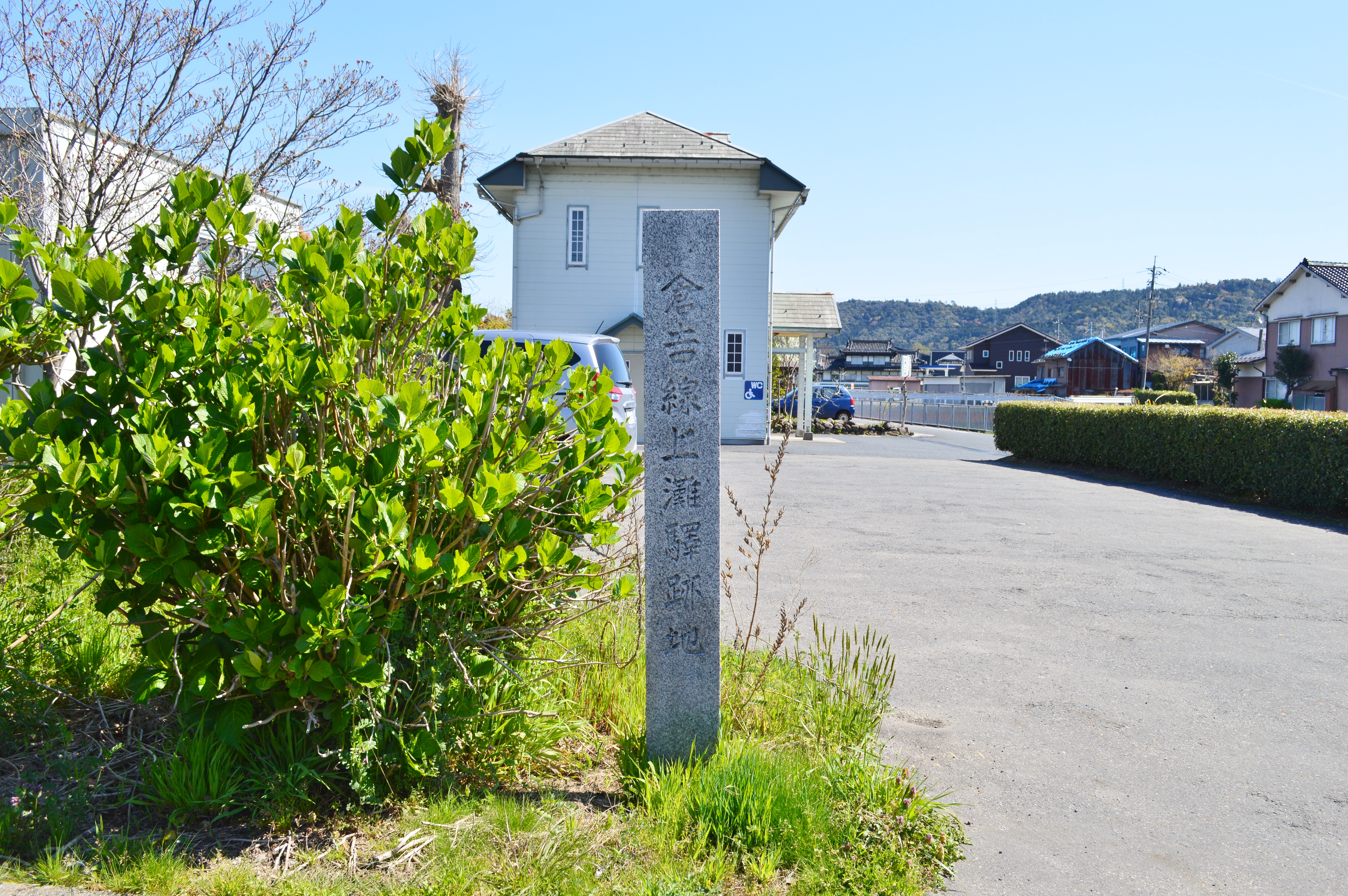
上灘站遺址碑（2019年4月）
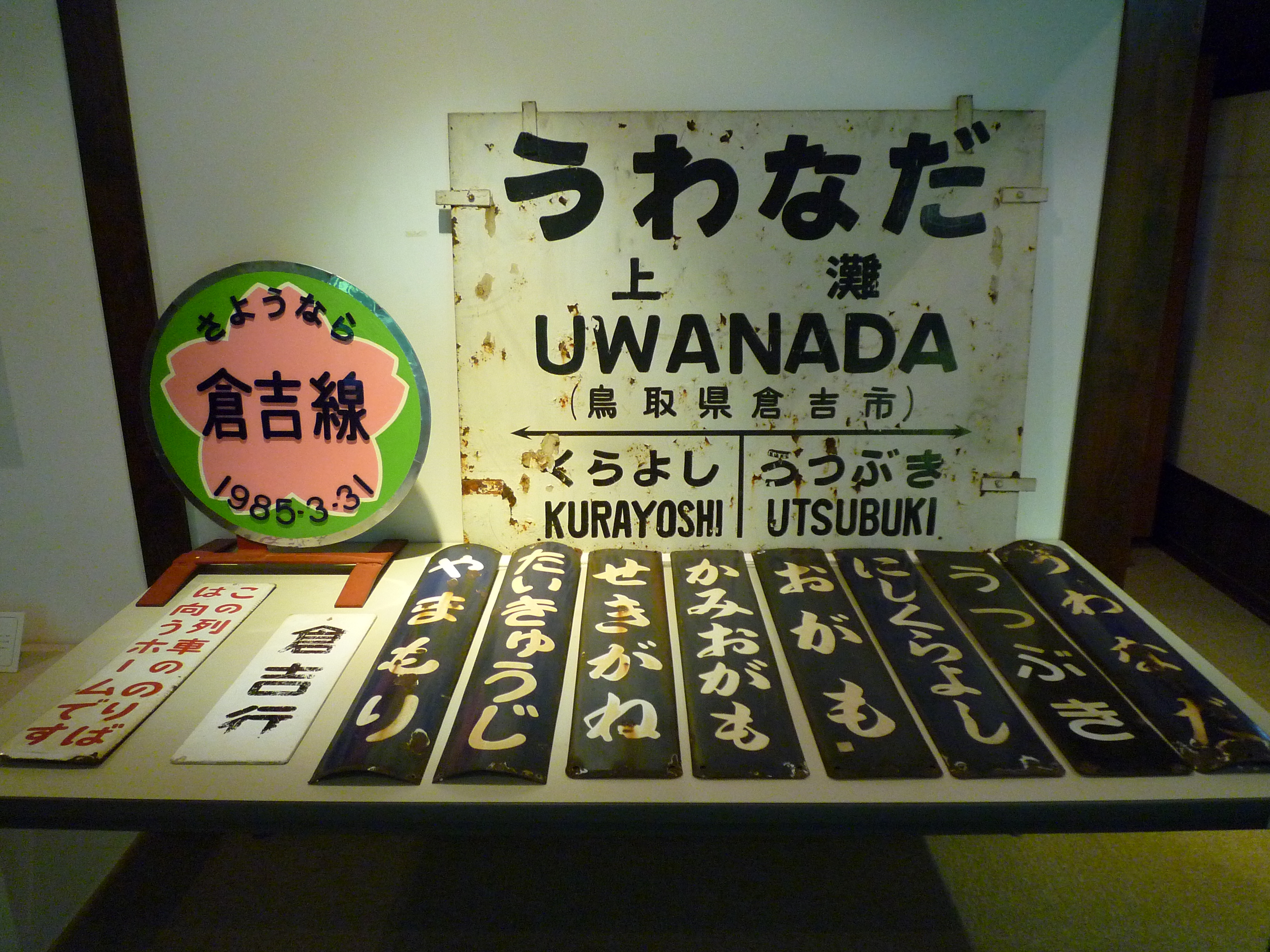
站牌（在關金町資料館內）

## 相鄰車站
日本國有鐵道
倉吉線
倉吉－上灘－打吹

## 注腳
1. 1 2 3 4 5  石野哲（編）.  初版. JTB. 1998-10-01: 327. ISBN 978-4-533-02980-6 （日语）.
2. ↑  . 官報. 1958-03-26 （日语）.
3. 1 2  . 鐵道公報 (日本國有鐵道總裁室文書課). 1958-03-26: 7 （日语）.
4. 1 2 3  西崎さいき. . 伊卡洛斯出版（日语：イカロス出版）. 2018-04-25: 44. ISBN 978-4-8022-0494-1 （日语）.

## 相關項目
- 日本鐵路車站列表 U

## 外部連結
- 舊國鐵倉吉線廢線跡探訪地圖 （页面存档备份，存于）（日語） (PDF) - 倉吉市